# アンドリイ・フェドチュク
アンドリイ・ヴァシャノヴィチ・フェドチュク（ウクライナ語: Андрій Васильович Федчук、1980年1月12日 - 2009年11月15日）は、ウクライナのプロボクサー。イヴァーノ＝フランキーウシク州コロミヤ出身。
2000年シドニーオリンピックライトヘビー級（-81kg）で銅メダルを獲得した。準決勝で優勝したチェコのルドルフ・クラジに敗れた。また、2004年ヨーロッパアマチュアボクシング選手権では銅メダルを獲得し、2004年アテネオリンピックにウクライナ代表として出場した。コロミヤ近郊で交通事故により29歳で死去した。